# Scopula paradelpharia
Scopula paradelpharia är en fjärilsart som beskrevs av Louis Beethoven Prout 1920. Scopula paradelpharia ingår i släktet Scopula och familjen mätare. Inga underarter finns listade.